# Platea (planta)
Platea es un género  de plantas  perteneciente a la familia  Metteniusaceae. Comprende 24 especies descritas y de estas, solo 5 aceptadas.

## Taxonomía
El género fue descrito por Carl Ludwig Blume y publicado en Bijdragen tot de flora van Nederlandsch Indië 646. 1825[1826].

## Especies aceptadas
A continuación se brinda un listado de las especies del género Platea (planta) aceptadas hasta marzo de 2015, ordenadas alfabéticamente. Para cada una se indica el nombre binomial seguido del autor. abreviado según las convenciones y usos.	
- Platea bullata Sleumer
- Platea excelsa Blume
- Platea latifolia Blume
- Platea parvifolia Merr. & Chun
- Platea sclerophylla Sleumer